# 8월 16일
8월 16일은 그레고리력으로 228번째(윤년일 경우 229번째) 날에 해당한다.

## 사건
- 기원전 1년 - 전한 애제의 죽음과 동시에 왕망이 대사마로 임명되다.
- 1653년 - 네덜란드의 선원 헨드릭 하멜 일행이 표류하다가 제주도에 도착하다.
- 1819년 - 영국, 런던의 성 피터 광장에서 피털루 학살 발생.
- 1918년 - 일본, 조선에 대한 곡류수용령 공포.
- 1920년 - 클리블랜드 인디언즈의 유격수 레이 채프먼이 머리에 공을 맞고 다음 날 사망하다.
- 1929년 - 야마나시 한조가 조선총독에서 물러나다.
- 1945년
  - 패전 직후 조선총독부 산하 각 도청, 부,군청 산하 일본인 공무원 중 다수가 근무이탈하였다. 당시 경기도 등 일부지역은 조선인 중 지역 내 유명인사를 임시로 도지사, 부윤과 부서장으로 취임했다.
  - 서울특별시 내 일본인 부윤 스치 게이고 외 일본인 직원의 근무이탈로, 김창영을 부윤, 이범승을 부부윤으로 하여 행정공백을 해소하였다.
- 1948년 - 미군정, 대한민국 정부에 정권 이양.
- 1949년 - 대한민국, 세계보건기구(WHO) 가입.
- 1960년 - 키프로스의 독립 및 승인.
- 1961년 - 한국경제인협회(전국경제인연합회의 전신), 이병철을 회장으로 발족.
- 1966년 - 제네바 협약, 대한민국 내에서 발효.
- 1980년 - 최규하 대통령, 대규모 학생 소요와 광주 민주화 운동에 대한 책임을 지고 10대 대통령에서 하야.
- 1986년 - 신민당서 탈당한 신보수계 인사들, 유한열 의원을 총재로 민중민주당 창당.
- 1990년 - 걸프 전쟁: 미국 해군, 이라크 및 이라크가 점령한 쿠웨이트 일대 해상 전면 봉쇄
- 1993년 - 퍼듀 대학의 학생이던 랜 머독에 의해 데비안 리눅스가 발표되었다.
- 1999년 - 대한민국, 대우채권단, 대우 그룹과 재무구조개선 수정약정 체결(사실상 그룹해체)
- 2001년 - 미국 연방항공청, 대한민국을 항공안전위험국(2등급)으로 분류.
- 2003년 - 우간다의 독재자 이디 아민이 세상을 떠나다.
- 2005년 - 웨스트 캐리비안 항공 708편 추락 사고가 발생했다.

## 문화
- 1895년 - 나가사키, 부산 간 해저전선 완성.
- 1914년 - 경원선 전 구간 (용산-원산) 개통되었다.
- 1951년 - 서울 ~ 부산간 전화가 개통되었다.
- 1954년 - 스포츠 일러스트레이티드가 설립되었다.
- 1962년 - 비틀즈의 드럼 연주자 피트 베스트가 탈퇴하고 링고 스타가 합류하다.
- 1966년 - 10원 동전 화폐가 한국은행으로부터 첫 발행되었다.
- 1992년 - MBC예술단과 북한 예술단, 사할린서 제 1회 통일예술제 개최
- 2005년 - 프로씨름이 탄생 22년 만에 폐지되었다.
- 2012년 - 대한민국 울산광역시에서 지상파 아날로그 TV방송이 종료되었다.

## 탄생
- 1378년 - 중국 명나라의 제4대 황제 홍희제. (~1425년)
- 1594년 - 조선 제16대 국왕 인조의 정비 인열왕후. (~1636년)
- 1682년 - 프랑스의 왕국 부르고뉴 공작 루이. (~1712년)
- 1763년 - 영국의 조지 3세의 아들 요크와 올버니 공작 프레더릭. (~1827년)
- 1832년 - 독일의 철학자, 심리학자 빌헬름 분트. (~1920년)
- 1845년 - 프랑스의 물리학자 가브리엘 리프만. (~1921년)
- 1882년 - 미국 태생 덴마크의 최장수인 크리스티안 모르텐센. (~1998년)
- 1888년 - 영국의 군인 출신 외교관, 탐험가 토머스 에드워드 로런스. (~1935년)
- 1903년 - 대한민국의 국문학·영문학자 양주동. (~1977년)
- 1913년 - 이스라엘의 정치인 메나헴 베긴. (~1992년)
- 1919년 - 대한민국의 영화 감독 조긍하. (~1982년)
- 1930년 - 멕시코의 가수, 배우 플로르 실베스트레. (~2020년)
- 1931년
  - 일본의 축구 선수 미무라 가쿠이치. (~2022년)
  - 이탈리아의 건축가, 디자이너 알레산드로 멘디니. (~2019년)
- 1934년 - 대한민국의 정치인 강현중. (~2023년)
- 1937년 - 대한민국의 배우 민지환.
- 1938년 - 헝가리의 근대5종 선수 벌초 언드라시.
- 1939년 - 포르투갈의 정치인 바스코 조아큄 로차 비에이라. (~2025년)
- 1940년 - 대한민국의 성우 이광세. (~2025년)
- 1944년 - 대한민국의 배우 장희진.
- 1945년 - 프랑스의 가수, 배우 셰일라.
- 1947년 - 대한민국의 정치인 송영진. (~2022년)
- 1949년 - 크리스토스 파파디미트리우.
- 1951년 - 나이지리아의 정치인, 대통령 우마루 야르아두아. (~2010년)
- 1954년 - 캐나다의 영화 감독 제임스 카메론.
- 1957년 - 대한민국의 야구 선수 송진호.
- 1958년
  - 미국의 가수 마돈나.
  - 미국의 배우 앤절라 배싯.
  - 프랑스의 양자물리학자 안 륄리에.
  - 대한민국의 배우 이원재.
- 1959년
  - 대한민국의 정치인 박상웅.
  - 대한민국의 정치인 장경수.
- 1961년 - 일본의 성우 타카노 우라라.
- 1962년
  - 조선민주주의인민공화국의 축구 감독, 축구 지도자 김광민.
  - 미국의 희극인, 배우 스티브 커렐.
- 1965년 - 대한민국의 전 축구 선수 및 지도자 최영준.
- 1966년
  - 대한민국의 정치인 이기우.
  - 미국의 군인 겸 정치가 더그 콜린스.
- 1968년
  - 대한민국의 전 야구 선수, 현 야구 코치 김석연.
  - 대한민국의 배우 정해균.
- 1969년 - 대한민국의 만화가 김성모.
- 1971년 - 대한민국의 배우 장혁진.
- 1972년
  - 대한민국의 가수 김지현.
  - 캐나다의 배우 폴 선형 리.
- 1975년
  - 뉴질랜드의 영화 감독 타이카 와이티티.
  - 대한민국의 배우 최원.
- 1977년 - 대한민국의 성우 신소윤.
- 1978년
  - 대한민국의 성우 임하진.
  - 대한민국의 전 야구 선수 김덕용.
- 1976년 - 대한민국의 배우 강성연.
- 1979년
  - 대한민국의 전 야구 선수, 현 야구 코치 권오원.
  - 대한민국의 기타리스트 겸 작곡가 양재인.
- 1980년
  - 대한민국의 가수 황보.
  - 미국의 싱어송라이터 버네사 칼턴.
- 1981년
  - 대한민국의 전 축구 선수, 축구 코치 이정열.
  - 파라과이의 축구 선수 로케 산타 크루스.
- 1982년
  - 대한민국의 배우 강은탁.
  - 대한민국의 만화가 박종원.
  - 대한민국의 야구 선수 백승룡.
  - 러시아의 레슬링 선수 류보비 볼로소바.
  - 미국의 성우 겸 배우 토드 하버콘.
- 1983년 - 대한민국의 가수 정준일.
- 1985년
  - 일본의 배우 오사와 아카네.
  - 대한민국의 래퍼 유소닉.
  - 대한민국의 배구 선수 김요한.
  - 한국계 일본인 방송인 가나야마 야스타카.
- 1986년
  - 일본의 야구 선수 다르빗슈 유.
  - 대한민국의 야구 선수 김현중.
- 1987년 - 일본의 성우 키타무라 에리.
- 1988년 - 미국의 배우 루머 윌리스.
- 1989년
  - 프랑스의 축구 선수 무사 시소코.
  - 대한민국의 야구 선수 이재인.
- 1990년
  - 일본의 성우 우치야마 코우키.
  - 조선민주주의인민공화국의 축구 선수 리명준.
- 1991년
  - 대한민국의 가수 훈 (유키스).
  - 대한민국의 가수 리세 (레이디스 코드). (~2014년)
  - 아일랜드의 배우 이반나 린치.
- 1992년
  - 네덜란드의 스피드스케이팅 선수 토마스 크롤.
  - 네덜란드의 축구 선수 스테파니 판 데르 흐라흐트.
  - 대한민국의 가수 이영 (애프터스쿨).
  - 대한민국의 축구 선수 김민혁.
- 1993년
  - 일본의 축구 선수 하시모토 겐토.
  - 미국의 배우 캐머런 모너핸.
  - 일본의 배우 미카미 유아.
- 1994년
  - 대한민국의 가수 니엘 (틴탑).
  - 일본의 배우 타카다 리호.
  - 대한민국의 축구 선수 김동민.
  - 대한민국의 축구 선수 김지수.
- 1995년
  - 대한민국의 전직 리그 오브 레전드 프로게이머 로어.
  - 대한민국의 농구 선수 허훈.
  - 대한민국의 가수 해빈 (구구단).
  - 대한민국의 가수 루빈.
- 1996년
  - 대한민국의 전직 리그 오브 레전드 프로게이머 큐브.
  - 대한민국의 유튜버 POWER MOVIE.
  - 일본의 성우 사이토 슈카.
  - 미국의 수영 선수 케일럽 드레슬.
- 1997년 - 대한민국의 배우 송건희.
- 1998년 - 대한민국의 인터넷 방송인 고누리.
- 1999년 - 대한민국의 컬링 선수 김민지.
- 2000년
  - 대한민국의 가수 재윤 (TOO).
  - 대한민국의 치어리더 김민기.
- 2001년
  - 이탈리아의 테니스 선수 야닉 시너.
  - 대한민국의 가수 승용 (엔쿠스).
- 2002년
  - 대한민국의 배우 김소연.
  - 대한민국의 가수 도연.

## 사망
- 875년 - 신라의 제48대 국왕 경문왕. (846년~)
- 1482년 - 연산군의 어머니 폐비 윤씨. (1455년~)
- 1597년 - 조선의 장군 이복남. (1555년~)
- 1637년 - 영국의 극작가, 시인, 비평가 벤 존슨. (1572년~)
- 1862년 - 미국의 정치인 워런 윈슬로. (1810년~)
- 1888년 - 미국의 생화학자 존 펨버턴. (1831년~)
- 1938년 - 미국의 싱어송라이터 로버트 존슨. (1911년~)
- 1948년 - 미국의 야구 선수 베이브 루스. (1895년~)
- 1949년 - 미국의 작가 마거릿 미첼. (1900년~)
- 1955년 - 대한제국의 황족 의친왕. (1877년~)
- 1977년
  - 미국의 가수이자 배우 엘비스 프레슬리. (1935년~)
  - 오스트리아의 귀족 프란츠 폰 호헨베르크 공작. (1927년~)
- 1983년 - 미국의 야구인 얼 에이버릴. (1902년~)
- 1990년 - 대한민국의 가수 장현. (1956년~)
- 2003년 - 우간다의 군인, 정치인, 독재자 이디 아민. (1928년~)
- 2011년 - 일본의 가수 후타바 아키코 (1915년~)
- 2016년 - 브라질의 전 수영 선수, FIFA 회장 주앙 아벨란제. (1916년~)
- 2017년 - 대한민국의 정치인 주도윤. (1922년~)
- 2018년
  - 소련의 체조 선수 옐레나 슈슈노바. (1969년~)
  - 미국의 가수 아레사 프랭클린. (1942년~)
  - 인도의 정치인 아탈 비하리 바지파이. (1924년~)
  - 조선민주주의인민공화국의 정치인 김영춘. (1936년~)
- 2019년 - 미국의 영화배우 피터 폰다. (1940년~)
- 2020년 - 대한민국의 작곡가 강석희. (1934년~)
- 2021년
  - 대한민국의 영화배우 김민경. (1960년~)
  - 소련의 육상 선수 볼로디미르 홀루브니치. (1936년~)
- 2023년
  - 이탈리아의 성악가 레나타 스코토. (1934년~)
  - 러시아의 군인 겐나디 짓코. (1965년~)

## 기념일
- 베닝턴 전투의 날: 미국 버몬트주
- 고잔노 오쿠리비: 일본 교토시
- 어린이날: 파라과이
- 복원의 날: 도미니카 공화국

## 같이 보기
- 전날: 8월 15일 다음날: 8월 17일 - 전달: 7월 16일 다음달: 9월 16일
- 음력: 8월 16일
- 모두 보기